# Contea di Issaquena
La contea di Issaquena (in inglese Issaquena County) è una contea dello Stato del Mississippi, negli Stati Uniti. La popolazione al censimento del 2000 era di 2 274 abitanti. Il capoluogo di contea è Mayersville.